# Santuari de Santa Maria de Picciano
El santuari de Santa Maria de Picciano és una església situada a prop de la ciutat de Matera, a Itàlia. Es troba sobre un turó a 440 metres a cavall entre Basilicata i Puglia entre la vall del riu Bradano i l'altiplà de la Murge.

## Història
El primer assentament monàstic i l'església es van situar al llarg de la Gravina di Picciano, al marge dret de la riera on hi ha la capella de Grottini, senyal que es conserva de l'antic assentament als peus del turó. Posteriorment, els monjos benedictins, la presència dels quals es constata des del 1219, es traslladaren al cim del turó. A partir de la segona meitat del 1300, els monjos benedictins van ser substituïts pels Gerosolimitani, després pels templers i finalment pels cavallers de Malta que van establir-hi un comandament i van tenir cura del santuari durant quatre segles.
Des de finals del segle XIV el comandament de Santa Maria di Picciano va estendre els seus béns a diversos centres de Puglia i Basilicata. A finals del segle XVI, Gian Girolamo Carafa va invertir l'orientació de l'església i va fer una còpia del rostre de la Mare de Déu, que a la seva mort va ser col·locada a la cocatedral de La Valletta, i encara avui es venera amb el nom de Madonna di Carafa. La finalització de les obres es deu a Silvio Zurla de Crema entre 1645 i 1685, que va fer construir una icona tallada en pedra amb figures en relleu al nou altar major i tenia la imatge sagrada de la Mare de Déu, originàriament present a l'absis, protegint-lo amb un cristall de Venècia, i completant el passadís esquerre.
L'església va adquirir el seu aspecte actual a partir de l'any 1794, quan es va construir una tercera nau a la dreta de la central. El comandament va ser suprimit el 1806, any de la supressió de Murat. Després d'un període d'abandonament, l'any 1966 es produí el retorn dels monjos benedictins i la reconstrucció del monestir, arran del conveni signat l'any 1962 entre l'arxidiòcesi de Matera i la Congregació Olivetana.

## Arquitectura
La disposició de l'església, d'estil romànic, està dividida en tres naus. Les diferents reformes que s'han dut a terme al llarg dels segles han ampliat l'oratori, modificant el sostre per una volta de canó. Sobre l'altar major hi ha la imatge de la Mare de Déu, datada al segle XV, i a la capella de darrere de l'altar l'estàtua de la Mare de Déu, presumiblement de principis del segle xviii, que es porta en processó.

## Devoció
Diu la llegenda que la Mare de Déu es va aparèixer a un pastor dels Abruços, a la recerca dels seus bous perduts, que va viatjar per aquells llocs per a la transhumància. Gran és la devoció que impulsa moltes persones properes a anar al santuari el 25 de març, per la festa de l'Anunciata, continuant mab la tradició. A partir d'una simple devoció popular, les festes esdevenen el culte oficial de l'església local ja al segle xvii, amb la solemne peregrinació de gent vinguda també de les comarques veïnes i del clergat encapçalat per l'arquebisbe de Matera per a la consagració oficial del lloc de culte. A partir de 1785, l'organització de la festa va passar dels habitants dels Abruzzos a Matera. L'afluència de pelegrins, així com per la solemnitat del 25 de març, continua durant tot el mes de maig.